# Marc Eberle (Fußballspieler)
Marc Eberle (* 3. Juni 1980 in Aachen) ist ein ehemaliger deutscher Fußballspieler. Er spielte in der Abwehr hauptsächlich als Innenverteidiger, konnte aber auch als linker Außenverteidiger fungieren.

## Vereinskarriere
Marc Eberle spielte in seiner Jugend in den Jugendmannschaften des deutschen Profiklubs Alemannia Aachen und des niederländischen Profiklubs Roda Kerkrade. Dort schaffte er zwar den Sprung in den Profikader, jedoch kam er zu keinem Einsatz in der Liga, weshalb er den Verein 2001 verließ. In den folgenden Jahren schloss er sich mehreren Klubs in der belgischen zweiten Liga an. Unterbrochen wurde diese acht Jahre lange Zeit nur durch ein Ausleihgeschäft zum niederländischen Erstligisten VVV-Venlo und durch ein halbjähriges Engagement beim belgischen Erstligisten Lierse SK. Im Sommer 2009 wechselte er zum zypriotischen Erstligisten und Aufsteiger Aris Limassol. Jedoch stieg der Verein am Ende der Saison als Drittletzter wieder ab, weshalb Eberle sich zu einem Wechsel zum südafrikanischen Erstligisten Mpumalanga Black Aces entschied. Jedoch stieg er auch mit diesem Verein im nächsten Jahr ab. Daraufhin entschied sich Eberle für eine Rückkehr nach Europa und unterschrieb im Sommer 2011 beim niederländischen Zweitligisten MVV Maastricht. Anfang Juli 2012 wechselte er zum niederländischen Drittligisten EVV Echt. Nachdem er in der Saison 2012/2013, 15 Spiele für den EVV Echt in der Topklasse spielte, wechselte er Anfang August 2013 zum EHC Hoensbroek in die Hoofdklasse. Für diesen Verein spielte Eberle zwei Jahre lang, ehe er den Verein in Richtung des deutschen Vereins Germania Teveren verließ, welcher in der Landesliga Mittelrhein Staffel Zwei spielt. Von der Saison 2016/17 bis zum Saisonende 2017/18 kehrte er noch einmal zu Hoensbroek zurück und beendete danach seine Karriere.